# 鉄付加酵素
鉄付加酵素（てつふかこうそ、ferrochelatase (FECH)）は、プロトポルフィリンIXをヘムに変換するヘム生合成8段階の最後の反応酵素である。プロトポルフィリンにFe2+を付加する反応を触媒する。触媒反応は、
プロトポルフィリン + Fe++ ↔ プロトヘム + 2 H+
鉄付加酵素は、497個のアミノ残基で構成され、分子量は55.4 kDaである。
```
 + Fe
2+
 ⇔ 
 + 2H
+

   
プロトポルフィリンIX
                          
ヘム
```

鉄付加酵素は、ミトコンドリアに所在し、ヘム生合成においてプロトポルフィリンIXに鉄（Fe2+）を付加する反応を触媒する。鉄付加酵素の欠乏は、骨髄性プロトポルフィリアの発症に関係する。この遺伝について、異なる異性体を記述した2つの転写変異が見つかっている。